# Manuel Dias de Toledo
Manuel Dias de Toledo (Porto Feliz, 23 de abril de 1802 — São Paulo, 6 de março de 1874) foi um jurista e político brasileiro.
Doutor em direito e conselheiro honorário, foi deputado provincial e geral, presidente da então Província de Minas Gerais de 19 de dezembro de 1835 a 2 de outubro de 1836, oficial da ordem da Rosa, diretor da penitenciária de São Paulo. Foi casado com Isabel Martins Bonilha, filha do alferes Francisco Martins Bonilha, de São Bernardo, e de sua mulher Escolástica Jacinta Branca. Teve catorze filhos.